# Hendrik Elias
Hendrik Jozef Elias né à Machelen, le 12 juin 1902 et mort à Uccle, le 2 février 1973 est un historien belge, un homme politique nationaliste-flamand et un collaborateur nazi.

## Éléments biographiques
Il étudia l'histoire à l'université catholique de Louvain et obtint son doctorat en philologie et lettres en 1923. En 1929, il devint également docteur en droit.
Son premier emploi est un poste d'enseignant à l'athénée de Bruges. Il aspire alors à une carrière académique et entame des études de droit et effectue plusieurs voyages d'études comme de 1926 à 1927, où il réside à Rome à l'Institut Historique Belge pour consulter les archives de la nonciature aux Pays-Bas portant sur la Trêve de douze ans. Par après, durant quelques mois, il travailla aux archives de l'État au Luxembourg puis au service des archives du Quai d'Orsay à Paris et au Séminaire historique de Bonn. Après être passé à côté d'un poste de professeur à Gand en 1926 et à Nimègue en 1929, il postule la même année pour le poste vacant de professeur d'histoire moderne à Louvain mais sa candidature sera rejetée à cause de son engagement en faveur du nationalisme flamand à la suite de l'intervention du canonicat.
Il commence sa carrière politique en 1930 comme secrétaire du Vlaams National Volkspartij.
Il quitte l'enseignement en 1931 pour s'inscrire comme membre du barreau de Gand.
En novembre 1932, il fut élu à la chambre des représentants comme membre du VNV pour l'arrondissement Gand-Eeklo. Siège qu'il conservera jusqu'en 1944.
Il rejoint le VNV à sa création par Staf de Clerq en octobre 1933. Il y gagne la réputation d'être un des principaux chefs modérés du parti, malgré l'expression d'une forte admiration personnelle pour Adolf Hitler.

### Seconde Guerre mondiale
Durant l'occupation allemande, Elias fut nommé bourgmestre-commissaire du Grand Gand (1941-1944) par le Militärverwaltung bien qu'il fût opposé au plan d'annexion de la Flandre à l'Allemagne nazie, plaidant plutôt pour un commonwealth. 
À la mort de Staf De Clercq, en octobre 1942, en tant que numéro 2 du VNV, il lui succéda à la tête de l'organisation et ce, malgré l'opposition de Gottlob Berger, qui se méfiait de ses vues de garder les Flamands distincts des Allemands. Il chercha à mettre fin au recrutement pour la Waffen-SS en encourageant l'engagement auprès de la Luftwaffe et en fermant la jeunesse hitlérienne de Flandre. Elias entra en compétition avec Jef van de Wiele et son organisation DeVlag pour l'obtention du soutien allemand. Van de Wiele soutenait l'intégration complète de la Flandre à l'Allemagne au contraire du VNV. En avril 1943, Elias est déçu car les Allemands soutiennent de plus en plus DeVlag et il en vient à la conclusion que Nazisme et Catholicisme flamand sont incompatibles . De ces réserves, il n'en fait pas part en public mais au contraire proclame qu'une victoire allemande est nécessaire, supporte le recrutement pour le front de l'Est, défend le travail forcé en Allemagne et les réquisitions. 
Qui plus est, après une rencontre avec Himmler le 29 février 1944, il en vint à la conclusion que sa politique était vouée à l'échec. Néanmoins, il poursuit la collaboration car il pensait qu'un compromis était encore possible et que le VNV pourrait encore jouer un rôle.
Vers la fin de la guerre, il coopère davantage avec les nazis, craignant une victoire du communisme. Peu avant la libération, il autorise l'usage de la milice du VNV par l'occupant pour mener des actions contre la résistance. 
Il s'enfuit en Allemagne en septembre 1944 devant l'avancée des troupes alliées. Il est hébergé à Lippstadt. Il refuse d'y poursuivre ses activités politiques et déconseille discrètement aux fugitifs membres du VNV ou de DeVlag de s'engager dans la SS. Lors de l'offensive Von Rundstedt en décembre 1944, on lui propose d'entrer au service de Jef van de Wiele. Il refuse et est dès lors interné dans un hôtel à Obersdorff en Bavière. C'est là qu'il fut arrêté par les troupes françaises le 27 mai 1945 et extradé vers la Belgique le 16 octobre 1945. Il est alors enfermé à la prison de Gand.

### Après guerre
Après la guerre, Elias fut condamné à mort le 14 mai 1947 par le conseil de guerre. Sa peine est confirmée par la cour martiale le 16 octobre 1947 et son pourvoi en cassation est rejeté le 2 février 1948. La sentence fut commuée en prison à perpétuité en 1951. Sa libération intervint alors, le 24 décembre 1959, pour raisons de santé, il retourna étudier l'histoire. Il écrivit notamment De Geschiedenis van Vlaamse Gedachte qui est un mémoire en 4 tomes sur la pensée flamande de 1780 à 1914 et qui fut couronné du Prix des provinces flamandes et du Prix Frans Van Cauwelaert.  

## Sources
- (nl) Joris Dedeurwaerder, « Een mens van vlees en bloed...? », Cahiers d'histoire du temps présent, vol. 16,‎ 2005, p. 249-262 (lire en ligne)